# Município de Lee (condado de Monroe, Ohio)
O município de Lee (em inglês: Lee Township) é um município localizado no condado de Monroe no estado estadounidense de Ohio. No ano de 2010 tinha uma população de 1.023 habitantes e uma densidade populacional de 22,37 pessoas por km².

## Geografia
O município de Lee encontra-se localizado nas coordenadas 39° 38′ 40″ N, 80° 55′ 58″ O. Segundo a Departamento do Censo dos Estados Unidos, o município tem uma superfície total de 45.73 km², da qual 45,1 km² correspondem a terra firme e (1,39 %) 0,63 km² é água.

## Demografia
Segundo o censo de 2010, tinha 1.023 habitantes residindo no município de Lee. A densidade populacional era de 22,37 hab./km². Dos 1.023 habitantes, o município de Lee estava composto pelo 97,85 % brancos, o 0,49 % eram afroamericanos, o 0,29 % eram amerindios e o 1,37 % eram de uma mistura de raças. Do total da população o 0,2 % eram hispanos ou latinos de qualquer raça.